# Monte Brazeau
Il monte Brazeau è una montagna appartenente alle Montagne Rocciose Canadesi, localizzata nella provincia canadese dell'Alberta. È posto sopra la valle del torrente Coronet, nel Parco nazionale di Jasper.
Ha un'altezza di 3.470 metri sul livello del mare.